# سيان إلياس
سيان إلياس (بالإنجليزية: Sian Elias)‏ هي محامية وقاضية نيوزيلندية، ولدت في 13 مارس 1949 في لندن في المملكة المتحدة.